# Sutton, Bassetlaw
Sutton är en civil parish i Storbritannien.   Den ligger i grevskapet Nottinghamshire och riksdelen England, i den sydöstra delen av landet, 210 km norr om huvudstaden London. Den består av byn Sutton cum Lound med omigvande landsbygd. 